# Sidi Boumedienne
Sidi Boumedienne (em árabe: سيدي بومدين) é um município localizado na província de Aïn Témouchent, no noroeste da Argélia. Em 2010, sua população era de 3 381 habitantes.